# Zabłocie (gmina Kodeń)
Zabłocie – wieś w Polsce położona w województwie lubelskim, w powiecie bialskim, w gminie Kodeń. Przez wieś przebiega droga wojewódzka nr 816.
Wieś magnacka położona była w końcu XVIII wieku w hrabstwie kodeńskim w powiecie brzeskolitewskim województwa brzeskolitewskiego. W latach 1809–1954 miejscowość była siedzibą gminy Zabłocie. W latach 1975–1998 miejscowość należała administracyjnie do województwa bialskopodlaskiego. 
Wieś jest sołectwem w gminie Kodeń. Według Narodowego Spisu Powszechnego (III 2011 r.) liczyła 252 mieszkańców i była trzecią co do wielkości miejscowością gminy Kodeń.
W centrum wsi znajduje się murowana cerkiew z początku XX wieku, należąca do parafii prawosławnej św. Mikołaja. W 1904 staraniem kupców rosyjskich i miejscowej ludności prawosławnej rozpoczęto budowę nowej cerkwi (poprzednia uległa zniszczeniu). Budowę ukończono w 1907. Cerkiew jest świątynią parafialną, a prawosławni stanowią większość mieszkańców wsi.
Mieszkańcy wyznania rzymskokatolickiego posiadają w Zabłociu kaplicę filialną podlegającą parafii św. Anny w Kodniu.
We wsi znajduje się cmentarz prawosławny z kaplicą z 2. połowy XIX w. oraz mogiła żołnierzy Armii Radzieckiej.

## Szkolnictwo
19 grudnia 1934 oddano do użytku nowy budynek szkoły powszechnej III stopnia. Nauka w nowej szkole rozpoczęła się dzień później. 18 marca 1935 szkoła otrzymała imię marszałka Józefa Piłsudskiego – blisko dwa miesiące przed jego śmiercią. Do szkoły uczęszczały dzieci i młodzież z Zabłocia, Szostak, Zalewsza i Wólki Zabłockiej (ta ostatnia w gminie Tuczna). W 2001 roku szkoła w Zabłociu została zlikwidowana z powodu niżu demograficznego i wysokich kosztów utrzymania. Wszyscy jej uczniowie zostali przeniesieni do Szkoły Podstawowej im. kpt. Michała Fijałki w Kodniu. Obecnie w jej budynku powstaje "filia wiejska" zakładu karnego w Białej Podlaskiej. Wcześniej miał powstać zakład poprawczy.

## Urodzeni w Zabłociu
- Ołeksandr Hawryluk – ukraiński pisarz